# ジョセフ・オツオリ
ジョセフ・モガンビ・オツオリ（Joseph Moganbi Otwori, 1969年1月20日 - 2006年8月30日）は、ケニア出身の陸上選手。身長170cm、体重56kg。血液型はA型。

## 来歴

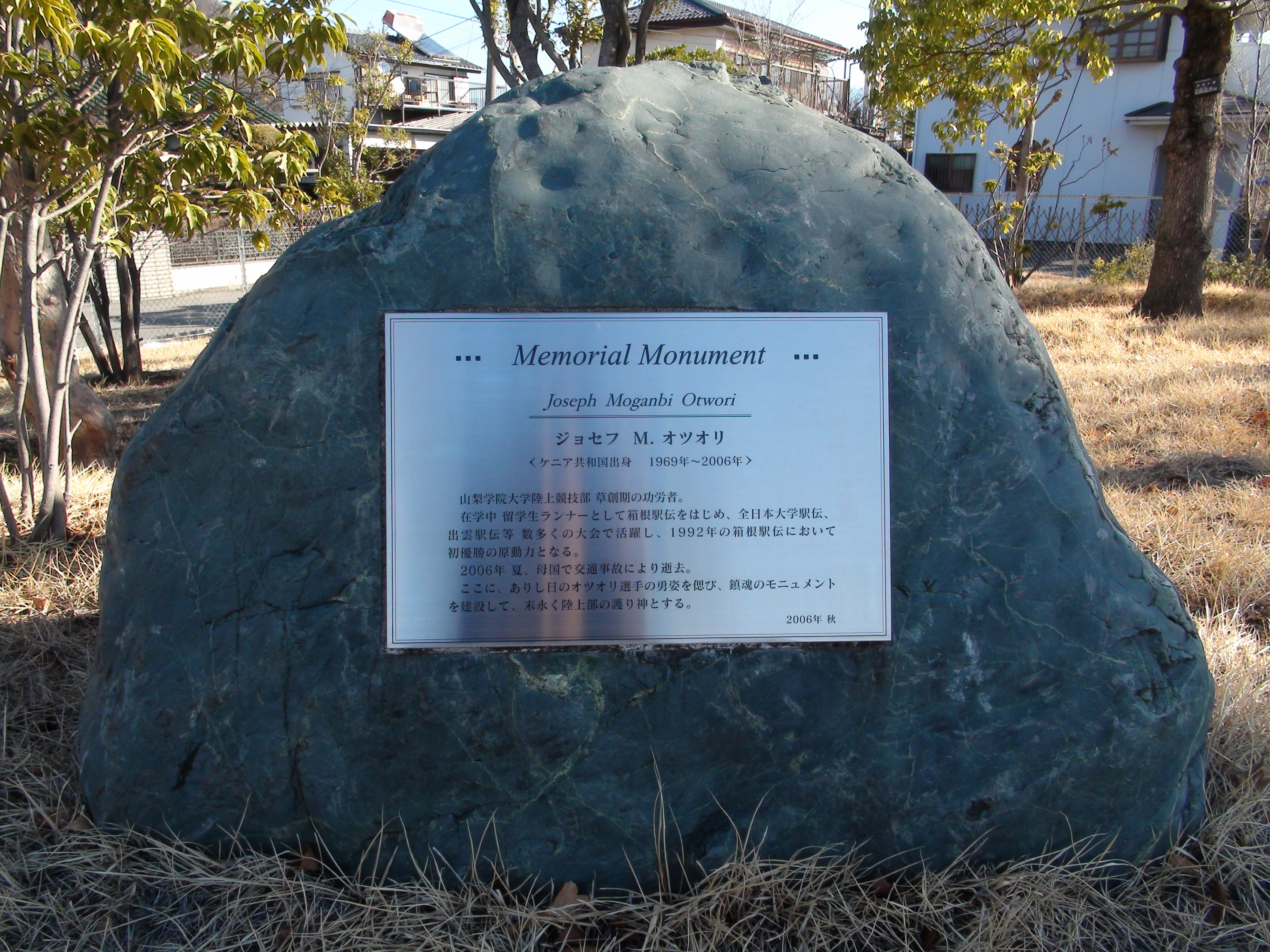
ジョセフ M．オツオリ　メモリアルモニュメント
学校法人山梨学院川田の森陸上競技場に設置されている。

ケニアの高校を卒業した直後の1987年秋に来日、山梨学院大学附属高校を経て、翌年山梨学院大学に入学し陸上競技部に所属。1989年の第65回箱根駅伝で2区のランナーに起用され、1年生ながら7人抜きの走りを見せた。オツオリが箱根駅伝史上初めての留学生として箱根路にその名を刻むことになったが、各大学のエースが揃う花の2区で、並みいるエースをあっさりと抜き去っていく異次元の走りは当時話題となった。そして同区で3年連続区間賞を獲得、4年生の時には左ひざじん帯損傷に侵されていたが区間2位で走り、同大学初の総合優勝に貢献した。学生三大駅伝での区間賞獲得回数10回は、早稲田大学出身の小林雅幸と並んで、歴代1位である。大学卒業後はトヨタ自動車に進んだものの、度重なる故障に悩み、30歳の時に一旦ケニアに帰国。母国で陸上競技の指導者を務めていた。
その後、2003年に再来日し、翌年には新潟県西蒲原郡西川町（現・新潟市西蒲区）の重川材木店に入社。大工として働きながら、同社陸上競技部の選手兼コーチとして活動。2006年、同社を全日本実業団対抗駅伝大会の本選初出場へと導いた。
しかし2006年8月30日、一時帰国中のケニアで自動車を運転中、対向車線を走っていたバスと正面衝突する事故に遭い、37歳で急死した。同年9月4日にテレビ朝日系列で放送された『クイズプレゼンバラエティー Qさま!!スペシャル』の「全員で鬼ごっこ」のコーナーにて、鬼役で出演したのが日本での最後のテレビ出演となった。なお、番組放送終了後に追悼のメッセージが表示された。
駅伝に外国人選手を起用することについては今でも賛否両論が絶えないが、現にオツオリの出場に際しても議論の対象になった。しかし主催者である関東学連は「当連盟に所属している山梨学院大学のオツオリ選手の出場を認めない理由がない」とし、ダグラス・ワキウリらと同様に在日外国人選手の黎明期を支えた選手だった。それだけにオツオリの死に際し各メディアが大きく取り上げたことについて、オツオリの山梨学院大学時代の恩師でもある上田誠仁監督は「これだけ大きく取り上げられたのは、それだけあの箱根駅伝で見せた驚異的な走りが、多くの人々の脳裏に残っていたということですね」と振り返っている。
ちなみに、山梨学院大学の留学生は2014年まで9人在籍しているが、全員がグシイ族で同郷である。

## 主な戦績
- 1988年 全日本学生選手権 10000m優勝 29分31秒71
- 1988年 全日本学生選手権 ハーフマラソン優勝 1時間3分37秒
- 1988年 第20回全日本大学駅伝 1区区間賞 43分01秒（区間新）
- 1989年 第65回箱根駅伝 2区区間賞 1時間08分23秒
- 1989年 名古屋国際男子30kmロード 2位 1時間32分10秒 （優勝は中山竹通 1時間29分52秒）
- 1989年 第21回全日本大学駅伝 8区区間賞 58分52秒（区間新）
- 1990年 第66回箱根駅伝 2区区間賞 1時間08分18秒
- 1990年 東京国際マラソン 19位 2時間22分51秒
- 1990年 第2回出雲駅伝 6区区間賞 31分55秒
- 1990年 第22回全日本大学駅伝 8区区間賞 59分48秒
- 1991年 第67回箱根駅伝 2区区間賞 1時間08分40秒
- 1991年 第3回出雲駅伝 6区区間賞 32分41秒
- 1991年 第23回全日本大学駅伝 8区区間賞 59分16秒
- 1992年 第68回箱根駅伝 2区区間2位 1時間09分11秒